# Žďár nad Orlicí
Žďár nad Orlicí – gmina w Czechach, w powiecie Rychnov nad Kněžnou, w kraju hradeckim. Według danych z dnia 1 stycznia 2014 liczyła 483 mieszkańców.